# BTR-60
Il BTR-60 (in russo БТР-60, Бронетранспортер? o Bronetransportyor, "trasportatore corazzato") è un veicolo corazzato da trasporto truppe (APC) sovietico, originario degli anni sessanta ma ancora assai diffuso, sebbene soppiantato dai più recenti BTR-70/80/90.
Esso ha pregi e difetti, tra i primi la mobilità 8x8, ottime doti anfibie, valida affidabilità, tra i secondi una certa scomodità per entrare e uscire dal mezzo. Ha dato vita a molte versioni, ma la sua dote principale di mezzo anfibio, anche per la fanteria di marina, lo ha fatto soprannominare la barca con le ruote (soprattutto i primi modelli, scoperti sul tetto).

## Origini
Dopo l'esperienza del BTR-152, praticamente un autocarro 6x6 corazzato, i sovietici avevano avuto molti spunti su cui riflettere sulla successiva evoluzione dei loro APC (Armoured Personal Carrier, veicolo corazzato da trasporto truppe) ruotati. Il veicolo era ben riuscito, ma nonostante la sagoma aggressiva e potente aveva molti limiti: era privo di corazza superiore, protezione NBC, luci infrarosse per il movimento notturno e non era anfibio.
Praticamente esso era un mezzo simile ai semicingolati M3, solo con ruote e non cingoli per la trazione.
All'inizio degli anni '60 arrivò in servizio un mezzo, il BTR-60, totalmente nuovo e innovativo. Esso aveva un aspetto imponente ed elegante, con uno scafo molto lungo e basso e grandi ruote ai suoi lati.

## Tecnica
La struttura era in acciaio balistico da 7mm, con il frontale di 9, non molto ma certo migliore che la protezione offerta dagli autocarri per le unità motorizzate della maggior parte degli eserciti occidentali (il BTR non è destinato ai reparti meccanizzati come quelli con M113, ma quelli motorizzati con autocarri ad alta mobilità).
Il guscio d'acciaio era molto ben sagomato con una struttura inclinata su tutti i lati, onde ottimizzare la protezione possibile per un mezzo da 10 t. Non è chiaro se esso offrisse più protezione o meno dell'OT-64, che aveva 10mm di acciaio, ma meno inclinati. La struttura sembra derivata (o forse il contrario) da quella del BRDM-2, rispetto a cui il BTR sembra la versione allungata, con l'esigenza di disporre di maggiore spazio interno per la squadra di fanti. Anche lo spessore delle lamiere è quasi identica, sebbene il fondo del mezzo ha un maggiore spessore - 5mm anziché 3.
Soprattutto, il nuovo mezzo era studiato per la mobilità. Le ruote erano dotate di dispositivo centrale per la regolazione della pressione degli pneumatici, utilissimo per adattare prontamente il mezzo ai cambiamenti di densità del terreno. Esistevano poi idrogetti che aiutavano il veicolo a muoversi in acqua a 10 km/h.

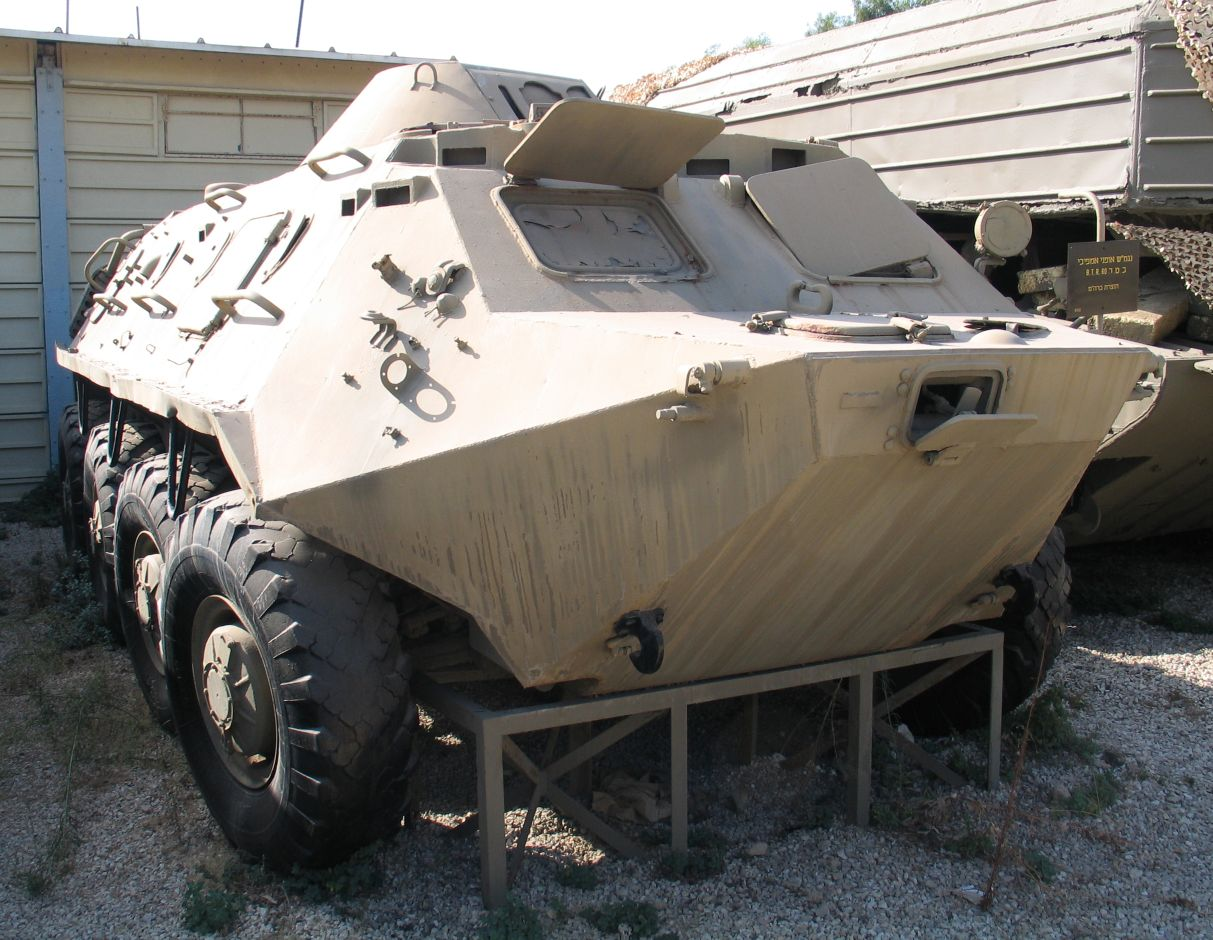
BTR-60 al museo Batey ha-Osef, Tel Aviv

Esso aveva, come accennato, una propulsione 8x8, con ruote di grande diametro, azionate da 2 motori a benzina, ciascuno per le ruote del suo lato, sistemati nella parte posteriore del mezzo.
Questa posizione era dovuta alla necessità di bilanciare la massa del mezzo quando entrava ed usciva dall'acqua, mentre la parte anteriore era libera, con la possibilità di ospitare affiancati sia il pilota che il capocarro, con una finestra blindata che garantiva eccellente visibilità, proteggibile con una lastra d'acciaio abbassabile in caso di problemi. La visibilità aiutava ovviamente la velocità praticamente sostenibile, mentre il pilota disponeva di volante e cambio manuale. La capacità di movimento era talmente elevata che si potevano superare fossi di 2 metri di larghezza, ovvero la gran parte di quelli incontrabili. L'M113 non supera, pur essendo cingolato, che 1,68m, e l'ERC 6x6 si ferma a 1,22m. Evidentemente il grande scafo e le ruote di elevato diametro erano di grande aiuto.
L'autonomia era discreta, anche se non eccezionale. La sagoma era assai bassa e sfuggente, mentre erano previsti sistemi di visione notturna.
Le 2 cose positive della scelta riguardo alla posizione posteriore del motore -equilibrio delle masse nell'entrare e uscire dall'acqua, e ottimale sistemazione per capocarro e pilota- erano controbilanciate dalla mancanza di portiere d'uscita posteriori, che rendevano un po' rischiosa e disagevole l'entrata ed uscita dal mezzo in combattimento.
In realtà esso aveva in origine un tetto aperto, con sportelli laterali, il che rendeva l'operazione di imbarco e sbarco molto rapida, ma poi le esigenze di migliorare la protezione ha portato, nel BTR-60B, a proteggere anche il tetto: ma ciò ha comportato la rinuncia agli sportelli laterali, rimpiazzati da soli portelli superiori. Il BTR-60BP della metà anni '60 ha anche 2 piccoli portelli laterali e una torretta corazzata con una mitragliera KPV da 14,5mm e una PKT da 7,62mm, al posto dell'assortimento di armi da 12,7 e 7,62 sistemati sopra il mezzo nelle versioni iniziali. Alcuni modelli avevano in dotazione un cannoncino da 25 mm. La torretta è piccola, ad azionamento manuale, con un periscopio di puntamento perché essa non ha equipaggio al suo interno. È lo stesso modello di torre della BRDM-2.
Anche con questi miglioramenti, che hanno appesantito il mezzo di qualche quintale rispetto al modello basico, è notevole che non si sia riusciti a realizzare una meccanica abbastanza compatta da consentire, come su Ratel per esempio, almeno una piccola portiera posteriore, anche per via della notevole larghezza del veicolo.
Il comparto equipaggio, abbastanza grande, ha una serie di feritoie di tiro, che consentono di ridurre il problema dell'uscita dal mezzo, in quanto esse sono in grado di dare ai fanti trasportati internamente la possibilità di sparare dall'interno del veicolo, invece di uscire o usare i portelli superiori. Il veicolo ha solo delle feritoie, per cui non essendovi episcopi i fanti dovevano sia vedervi che spararvi. Il mezzo aveva una serie di panche interne per i fanti, che non agevolavano l'uso delle feritoie a causa della disposizione, con lo schienale contro la parete del mezzo.

## Servizio
Il BTR-60 è stato usato dagli anni '60 in tutti i paesi sotto influenza sovietica. Esso è un mezzo riuscito, sebbene la necessità di usare la corazza superiore abbia limitato l'accessibilità del veicolo, ma questo non era previsto originariamente.
Leggermente protetto, per non risultare troppo appesantito nelle operazioni di guado e movimento, era da questo punto forse leggermente inferiore all'M113 e a diversi altri mezzi ruotati, invece le mitragliere KPV erano un notevole armamento, superiore a armi come la M2 HB da 12,7mm. Probabilmente, un M113 poteva essere perforato da circa 1 km, contro circa 500-600 metri per la distanza di perforazione frontale possibile per la sua M2 contro il BTR.
Il mezzo venne concepito come veicolo a cielo aperto, ma la minaccia dei proiettili esplodenti in quota e in generale dei pericoli del campo di battaglia, portò dopo pochi anni all'apparizione del BTR-60B e poi, per migliorare l'accesso al comparto truppa e la potenza di fuoco, giunse a stretto giro il definitivo BTR-60PB.
Oltre 26.000 mezzi costruiti fino agli anni '70, quando entrò in servizio il successivo BTR-70. Decine di versioni costruite, dai mezzi di comando e controllo ad ambulanze, veicoli officina, persino mezzi geologici. Le sue doti anfibie lo hanno reso adatto per la Marina Sovietica, per le truppe della fanteria di marina, il che spiega bene il motivo per cui esso era noto come barca con le ruote, specialmente nei modelli iniziali, a cielo aperto.